# Aglyptodactylus chorus
Espèce
Statut de conservation UICN

 NT  : Quasi menacé
Aglyptodactylus chorus est une espèce d'amphibiens de la famille des Mantellidae.

## Répartition et habitat
Cette espèce est endémique des régions Analanjirofo et Sava à Madagascar. Elle se rencontre dans les environs de Manompana. Elle vit dans la forêt tropicale humide de basse altitude.

## Description
les 2 spécimens adultes mâles observés lors de la description originale mesurent entre 39,7 mm et 39,8 mm de longueur standard et les 3 spécimens adultes femelles observés lors de la description originale mesurent entre 51,3 mm et 60,7 mm de longueur standard.

## Étymologie
Le nom spécifique chorus vient du latin chorus, le chœur, en référence au chant des mâles de cette espèce, qui chantent de manière presque synchronisée.

## Publication originale
- Köhler, Glaw, Pabijan & Vences, 2015 : Integrative taxonomic revision of mantellid frogs of the genus Aglyptodactylus (Anura: Mantellidae). Zootaxa, no 4006, p. 401–438.